# 福本柳一
福本 柳一（ふくもと りゅういち、1896年（明治29年）8月10日 - 1991年（平成3年）2月1日）は、日本の内務官僚、実業家。官選県知事、全日本空輸副社長。

## 経歴
農業・福本万右衛門の二男として岡山県上房郡川面村（現：高梁市）で生まれる。高梁中学（現：岡山県立高梁高等学校）、第六高等学校を経て、1922年3月、東京帝国大学法学部法律学科（英法）を卒業。1921年11月、文官高等試験行政科試験に合格。1922年5月、司法官試補となり横浜地方裁判所に配属され、さらに東京地方裁判所で勤務する。
1923年11月、帝都復興院属に転じ、以後、神奈川県橘樹郡長、同県社会課・社会教育課・工場課・水産課・庶務課の各課長を経験し、福井県書記官・警察部長、新潟県書記官・警察部長、内務省社会局軍事扶助課長、厚生省書記官、内務省土木局道路課長、同警保局図書課長、情報局第四部長などを歴任した。
1942年7月、愛媛県知事に就任する。1943年7月、東京都経済局長に転じた。1944年8月、埼玉県知事となり、終戦後の1945年8月に愛知県知事となる。1946年1月、東海北陸地方行政事務局長に就任するが、同年、公職追放となり退官した。
その後、自転車協議会理事長、大栄漁業株式会社社長を経て、1952年に日本ヘリコプタ－輸送株式会社常務取締役、昭和32年（1957年）名古屋空港ビル取締役、同年、全日本空輸株式会社（全日空）代表取締役常務となり、1962年専務取締役、翌年副社長、1967年に顧問を歴任する。全日空創設時の資金問題に苦労し、わが国の民間航空の幕開けに尽力した。昭和47年（1972年）退職した。

## エピソード
若干29歳で神奈川県橘樹郡長として赴任することとなり、郡役所のそばにあった郡長の官舎に入居しようとした。しかし、福本の前の二代の郡長（武田巌作、伊藤匡義）はいずれも病没しており、郡役所職員から「縁起が悪いから住まない方がよい」という忠告を受けていた。福本は、社寺兵事課主任の池谷良助と相談して、稲毛神社の中村宮司に依頼してお祓いをしてもらってから、官舎に入居した。長男一彦氏はこの官舎で誕生しており、福本は「縁起直しとなった」と述べている。

## 著作
- 『私の人生行路』福本柳一、1987年。